# Café crimes
 (mars 2021).
Si vous disposez d'ouvrages ou d'articles de référence ou si vous connaissez des sites web de qualité traitant du thème abordé ici, merci de compléter l'article en donnant les références utiles à sa vérifiabilité et en les liant à la section « Notes et références ».
Cet article possède un paronyme, voir Café crème.
Café crimes était une émission de radio française, consacrée aux faits divers ainsi qu'aux enquêtes policières, présentée par Jacques Pradel sur Europe 1. Cette émission, créée en août 2008, fut diffusée jusqu'en août 2010 en début d'après-midi, de 13 h 30 à 15 h, puis de 14 h à 15 h à compter de juillet 2009.
Chaque jour de la semaine, du lundi au vendredi, Jacques Pradel évoquait une affaire judiciaire, criminelle ou une enquête de police ayant secoué la France. Assisté d'un ou de plusieurs invités, il dressait une vue d'ensemble et faisait revivre ses diverses histoires, à travers des archives sonores ou encore des témoignages.
Jacques Pradel reprend la même thématique avec l'émission L’heure du crime sur RTL, depuis le 23 août 2010.